# Frère Henri Golletais
Pour les articles homonymes, voir Frère Henri.
Pierre Mathurin Golletais, en religion frère Henri, né le 25 février 1830 à Illifaut (Côtes-du-Nord) et mort le 21 septembre 1912, est un religieux français connu pour son activité de jardinier, horticulteur et arboriculteur. 
Ses innovations et ses méthodes font l'objet d'une large reconnaissance, principalement en arboriculture fruitière. Il est particulièrement renommé pour sa façon de tailler et d'entretenir les arbres fruitiers.

## Biographie
Pierre Mathurin Golletais – parfois orthographié Goltais – naît à la Ville-Alaire en Illifaut dans les Côtes-du-Nord le 25 février 1830. Il est le fils d'un cultivateur et laboureur, Joseph Golletais, et de Jeanne Jan, cultivatrice et ménagère,. Il est le quatrième de leurs six enfants, et passe son enfance dans la ferme familiale, la Ville-Allaire. Il garde les vaches, conduit les chevaux, et ne va pas à l'école, il n'apprend pas à lire et écrire ; mais il apprend auprès de son père à aimer et à cultiver la terre, et reçoit de lui l'enseignement concret de la botanique de base et de la pratique agricole,. La grande piété familiale influe sur son avenir.
À treize ans, en 1843, il suit un enseignement agricole à la métairie de Launay, près de Saint-Méen-le-Grand. Cet enseignement a été créé par le P. Jean-Marie de La Mennais pour les fils d’agriculteurs, pour lutter contre la pauvreté en enseignant aux familles comment obtenir de meilleurs rendements des terres. Il y apprend notamment les techniques d'optimisation des cultures.

### Chef des cultures de Saint-Vincent
Il entre en 1851, dès sa majorité, à 21 ans, dans l'ordre des Frères de l'Immaculée-Conception. Il prend le nom de « frère Henri ». L'abbé Brechat, supérieur des Pères de l'Immaculée-Conception et supérieur du collège Saint-Vincent de Rennes, lui donne en 1854 la responsabilité des jardins du collège et le nomme en 1856 chef des cultures.
Frère Henri adhère en 1860 à la Société centrale d’horticulture d’Ille-et-Vilaine, récemment fondée, qui permet le partage des expériences. Il réorganise les jardins en 1866, les divisant par thème : un grand jardin fruitier et potager bordé de fleurs, un jardin maraîcher avec deux grandes serres et trois cents châssis pour une production intensive, et conservant à part un jardin d’étude garni d'arbres fruitiers à haute tige, permettant de donner des cours pratiques. Il dispose des arbres fruitiers en espaliers contre tous les murs. La production est essentiellement destinée à la nourriture des collégiens. L'excédent, préparé pour la vente dans un hangar, a du succès au marché des Lices.

### Méthodes et innovations
Les multiples innovations de Frère Henri concernent principalement les arbres fruitiers. Il développe une « théorie de l'équilibre de la pyramide », pour tailler les branches des arbres fruitiers de manière à optimiser l'ensoleillement et l'aération des branches fruitières, et accroître la production. Il veille aussi à l'orientation, à suffisamment espacer les arbres du verger, et au rendu esthétique. Il agence ainsi 700 poiriers, dont les pyramides atteignent six mètres de haut. Il préconise des branches fruitières simples, et pincées à trois ou quatre yeux selon la vigueur de l'arbre. Il perfectionne le pincement court du pêcher. Cette méthode de pincement court est cependant combattue par Alexis Lepère ; et Frère Henri lui-même ne la recommande que dans certaines conditions. Il taille la vigne à long bois. Contre les murs, en espaliers, il guide les palmettes de ses poiriers et de ses pêchers pour former à chaque fois quatre branches, dites « de frère Henri »,. 
Il s'attache aussi à faire progresser la culture des légumes et des fleurs. Il cultive des asperges en pots plutôt qu'en ligne comme c'était l'habitude, il écussonne des chasselas, propose une méthode de culture des glaïeuls, installe des paillis de fleurs. Dans le jardin d'étude, il s'occupe de pommiers, de cognassiers pour la greffe, de boutures de vigne. En culture intensive, il produit divers légumes et fruits sous châssis, en serre et en plein air sur un vaste espace plat, sans ombre, irrigué par une tuyauterie en fonte qu'il installe sous terre, alimentée par un puits qu'il a creusé. 

### Cours publics, traités, reconnaissance
Il communique son savoir-faire et ses techniques à beaucoup d'élèves jardiniers de la région, faisant un cours public devant ses arbres et ses jardins. Il présente régulièrement ses méthodes et ses résultats à la Société d'horticulture, et sa renommée s'étend,.
À la suite de plusieurs demandes pour qu'il établisse des traités sur le sujet, il finit par accepter, mais doit les dicter, ne sachant pas écrire. Le premier, sur l'arboriculture fruitière, paraît en 1878, est diffusé à plusieurs milliers d'exemplaires, réédité dès 1879, plusieurs fois réédité ensuite, et suscite de flatteuses appréciations. Trois autres ouvrages suivent : sur la culture maraîchère, sur les vergers notamment de pommiers, et sur la culture des fleurs,.
Le frère acquiert une notoriété nationale. Le directeur du Jardin du Luxembourg l'invite à donner des cours. Le directeur de l'École nationale d'horticulture, à Versailles, félicite frère Henri et l'informe que sa méthode est enseignée à l'école ; il affirme que « le plus grand tailleur d'arbres de France n'est ni à Paris, ni à Versailles, il est à Rennes, c'est le frère Henri »,. 
Frère Henri est membre de la Société nationale d'horticulture et vice-président de la Société d'horticulture d'Ille-et-Vilaine, où il préside trois commissions. Reconnu expert en pomologie (la science des fruits), il est membre du conseil d'administration de l'Association française pomologique, et il participe à de nombreux congrès dans divers pays. Nommé chevalier (1887) puis officier (1897) de l'ordre du Mérite agricole, il reçoit 47 médailles d'or, de vermeil, d'argent et de bronze dans les différents concours et expositions. À l'occasion de ses 50 ans d'appartenance à la Société d'horticulture, ses membres lui offrent une statue en bronze, Le Semeur, de Paul Richer,. 
Il meurt le 21 septembre 1912 ; ses obsèques solennelles sont célébrées à Rennes dans l'église Saint-Hélier, présidées par Mgr Guérard, évêque de Coutances. Il est enterré ensuite dans son village natal, à Illifaut,.

## Œuvres
Ne sachant pas écrire, il dicte ses œuvres :
- Cours pratique d'arboriculture fruitière (ou Traité d'arboriculture fruitière, selon les éditions), Rennes, Fougeray, 1878 ; rééd. Rennes, Oberthur, 1878 ; 1879 ; Paris, Goin, 1889 ; Paris, Goin, 1898 (7e mille) ; Rennes, Bahon-Rault, 1924 (18e éd.).
- Traité pratique de culture maraîchère, Rennes, l'auteur, 1887 ; rééd. Paris et Rennes, 1887 ; Paris, Goin, 1891 ; Rennes, L. Bahon-Rault, 1922 (20e édition).
- Des Vergers et de la culture rationnelle des pommiers, Rennes, Fougeray, 1893 ; rééd. Paris, Goin, 1893 ; Paris et Rennes, 1901 ; Rennes, Lebroc, 1917 (3e éd.).
- Guide pratique de la culture des fleurs, 1893 ; rééd. Paris, Niclaus frères, 1917 (4e éd.) ; Rennes, Bahon-Rault, 1924 (6e éd.).

## Distinctions et hommages

### Distinctions
- Officier de l'ordre du Mérite agricole, 1897[12].
- La Société nationale d'horticulture lui décerne une statue en bronze, Le Semeur, de Paul Richer.
- 47 médailles (or, vermeil, argent, bronze).

### Hommages
- « Rue du Frère Henri », à Rennes, inaugurée en 1959 par Henri Fréville ; elle est située près de la route de Lorient et de la rocade[13],[14].
- Verger conservatoire « Frère Henri Golletais », créé en 1998, à Illifaut.
- Exposition « Le fabuleux destin d'un jardinier rennais », à Rennes, mars-juin 2013, avec conférences et congrès. Manifestations diverses dans plusieurs villes, de septembre 2012 (célébration du centenaire de sa mort) à juin 2013.